# Serviço de Inteligência Estrangeiro (Rússia)

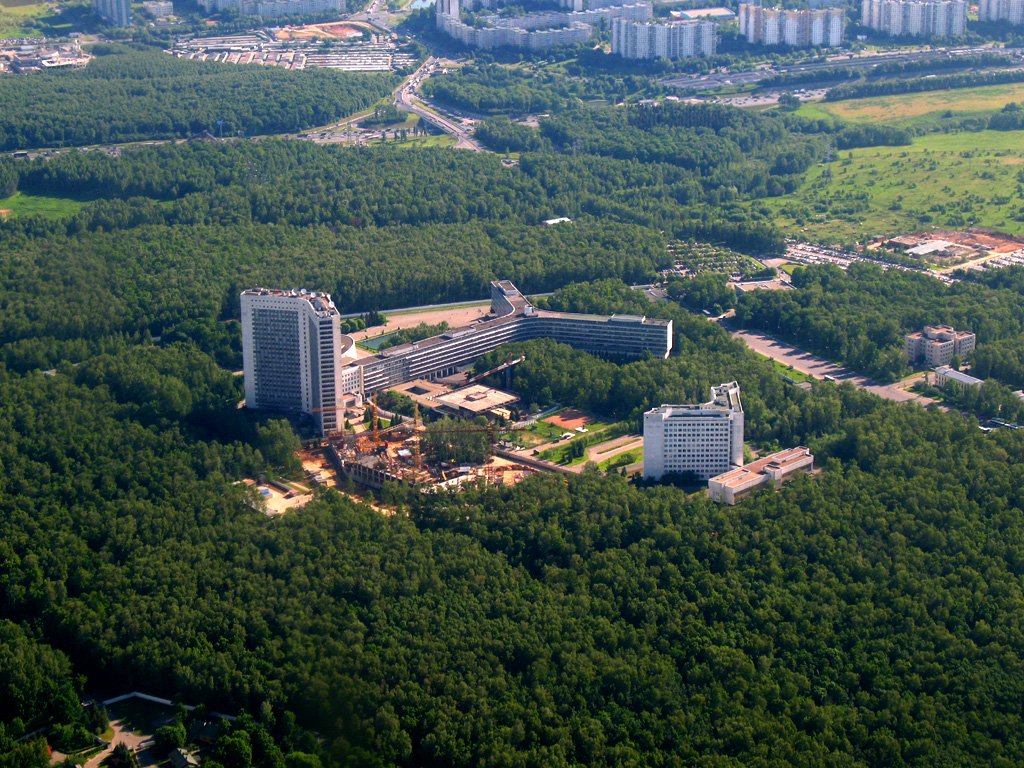
Quartel-general do SVR em Moscou.

O Serviço de Inteligência Estrangeiro da Federação Russa (em russo: Служба Внешней Разведки,  СВР РФ, transl. Sluzhba Vneshney Razvedki, SVR RF) é a agência externa primária de inteligência da Rússia. Dedica -se principalmente a assuntos civis, ao passo que a espionagem militar externa é responsabilidade do Diretório Principal de Inteligência.
SVR foi um dos dois serviços secretos que sucedeu a KGB em dezembro de 1991. O SVR tem sua sede no distrito de Yasenevo, em Moscou.
Ao contrário do Serviço Federal de Segurança Russo (FSB), o SVR é encarregado de atividades de inteligência e espionagem fora da Federação Russa. Ele trabalha em conjunto com a Diretoria Principal de Inteligência Russa. O SVR também está autorizado a negociar acordos de cooperação antiterrorista e compartilhamento de inteligência com agências de inteligência estrangeiras e fornece análise e divulgação de inteligência ao presidente russo.
Qualquer informação relativa a identidades específicas de funcionários (oficiais) do SVR é legalmente classificada como segredo de estado; desde setembro de 2018, o mesmo se aplica ao pessoal que não faz parte da equipe, ou seja, informantes e agentes recrutados.

## História
SVR RF é o sucessor oficial de operações estrangeiras de muitas agências de inteligência estrangeiras anteriores da era soviética, desde o 'departamento estrangeiro' original da Cheka sob Vladimir Lenin, ao OGPU e NKVD da era stalinista, seguido pelo Primeiro Diretório Principal do KGB.
O chefe da Cheka, Felix Dzerzhinsky, criou o Departamento de Relações Exteriores (Inostranny Otdel - INO) para melhorar a coleta, bem como a disseminação de inteligência estrangeira. Em 6 de fevereiro de 1922, o Departamento de Relações Exteriores da Cheka tornou-se parte de uma organização renomeada, Diretoria Política do Estado, ou GPU. O Departamento de Relações Exteriores foi encarregado das atividades de inteligência no exterior, incluindo a coleta de informações importantes de países estrangeiros e a liquidação de desertores, emigrados e outros diversos "inimigos do povo". Em 1922, após a criação da Diretoria Política do Estado (GPU) e sua fusão com o Comissariado do Povo para Assuntos Internos da RSFSR, a inteligência estrangeira foi conduzida pelo Departamento de Relações Exteriores da GPU e, entre dezembro de 1923 e julho de 1934, pelo Ministério das Relações Exteriores de Administração Política Conjunta do Estado ou OGPU. Em julho de 1934, a OGPU foi reincorporada ao NKVD. Em 1954, o NKVD por sua vez tornou-se o KGB, que em 1991 tornou-se SVR e FSB.
Em 1996, o SVR RF lançou um CD-ROM intitulado Russian Foreign Intelligence: VChK – KGB – SVR, que afirma fornecer "uma visão profissional sobre a história e o desenvolvimento de um dos serviços secretos mais poderosos do mundo", onde todos os serviços são apresentados como uma organização em evolução.
O ex-Diretor do SVR RF Sergei Lebedev afirmou “não houve nenhum lugar no planeta onde um oficial da KGB não tivesse estado”. Durante a celebração do 80º aniversário, Vladimir Putin foi à sede do SVR para se encontrar com outros ex-chefes da antiga KGB / atual SVR Leonid Shebarshin, Yevgeny Primakov e Vyacheslav Trubnikov, bem como outros agentes, incluindo o agente duplo britânico e ex-espião soviético George Blake.

## Autoridade legal
The "Law on Foreign Intelligence" foi escrita pela própria liderança do SVR e adotada em agosto de 1992. Essa lei estabeleceu condições para "a penetração de oficiais do serviço de inteligência em todos os níveis do governo e da economia", uma vez que estipulava que "o pessoal de carreira pode ocupar posições em ministérios, departamentos, estabelecimentos, empresas e organizações de acordo com os requisitos desta lei sem comprometer sua associação com agências de inteligência estrangeiras".
Uma nova "Lei sobre Órgãos de Inteligência Estrangeira" foi aprovada pela Duma Estatal e pelo Conselho da Federação no final de 1995 e assinada pelo então Presidente Boris Yeltsin em 10 de janeiro de 1996. A lei autoriza o SVR a realizar o seguinte:
1. Realizar atividades de inteligência;
2. Implementar medidas ativas para garantir a segurança da Rússia;
3. Realizar espionagem militar, estratégica, econômica, científica e tecnológica;
4. Proteger funcionários de instituições russas no exterior e suas famílias;
5. Fornecer segurança pessoal para autoridades do governo russo e suas famílias;
6. Realizar operações conjuntas com serviços de segurança estrangeiros;
7. Conduzir vigilância eletrônica em países estrangeiros.

O SVR envia ao presidente russo resumos diários de inteligência, semelhantes ao President's Daily Brief produzido pela Comunidade de Inteligência dos Estados Unidos. No entanto, ao contrário dos Estados Unidos, o SVR recomenda ao presidente quais opções de política são preferíveis.
Desde 2012, o Presidente da Federação Russa pode pessoalmente emitir ordens secretas para o SVR RF sem consultar o parlamento ou legislatura nacional, a Assembleia Federal, que consiste na Duma Estatal e no Conselho da Federação.[carece de fontes?]